# Kamerbreed (radioprogramma)
Kamerbreed (voorheen TROS Kamerbreed) is een politiek discussieprogramma van AVROTROS op NPO Radio 1. Het werd uitgezonden op de zaterdagmiddag tussen 13.15 en 14.00 uur.
Met diverse gasten werd er gesproken over politieke en maatschappelijke ontwikkelingen. De presentatie was in handen van Kees Boonman. Kamerbreed bestond vanaf begin jaren tachtig en werd wekelijks beluisterd door circa 300.000 luisteraars.
Op 30 december 2017 was de laatste uitzending. Boonman presenteerde Kamerbreed op 16 december voor het laatst en vertrok daarna bij AVROTROS. De laatste twee uitzendingen werden gedaan door vervangende presentatoren.
Vanaf 2020 kreeg het programma een doorstart onder de titel Kamerbreder. Presentatoren zijn vanaf dat moment Roos Oosterbaan en Martijn Rosdorff. Het programma wordt incidenteel uitgezonden op zaterdagavond.

## Oud-presentatoren
- Margriet Vroomans
- Caspar Becx
- Gerrit van der Kooy

Annemieke Hier (NPO 3FM) · Avondconcert (NPO Radio 4/NPS) · BIS! (NPO Radio 4) · Dance Classics Party Request (NPO 3FM) · De radioshow van Bart (NPO 3FM) · Een Goedemorgen Met... (NPO Radio 4) · Gouden Uren (NPO Radio 2) · Jong Talent (NPO Radio 4/KRO) · Kamerbreed (NPO Radio 1) · Mega Top 50 (NPO 3FM) · Middagconcert (NPO Radio 4/NPS) · Muziek Aan Tafel (NPO Radio 4) · Muziekcafé (NPO Radio 2) · Nieuwsshow (NPO Radio 1) · NL (NPO Radio 2) · Opmaat Van 4 (NPO Radio 4) · Top 50 Op 4 (NPO Radio 4) · Radio Online (NPO Radio 1) · Weekend DNA (NPO 3FM/NPS) · Zaterdagmatinee (NPO Radio 4/NPS/AVRO)